# Hieracium laevigatum
Hieracium laevigatum es una especie de planta con flor del género Hieracium, de la familia Asteraceae, orden Asterales.

## Distribución
Hieracium laevigatum se distribuye por Austria, Estados bálticos, Bielorrusia, Bélgica, Bulgaria, Checoslovaquia, Dinamarca, España, Finlandia, Francia, Gran Bretaña, Hungría, Italia, Países Bajos, Cáucaso Norte, Rusia de Europa del Norte, Rusia de Europa del Noroeste, Noruega, Polonia, Portugal, Rumanía, Suecia, Suiza, Transcáucaso, Turquía, Ucrania y la zona donde estaba Yugoslavia.

## Taxonomía
Fue descrita científicamente por Willd.
Tratamiento taxonómico
La especie aparece registrada en una sección de la publicación Sp. Pl.